# المحسمة الجديدة
المحسمة الجديدة إحدى قرى مركز أبو صوير التابع لمحافظة الإسماعيلية بجمهورية مصر العربية.